# Konferenz Thüringer Studierendenschaften
Die Konferenz der Thüringer Studierendenschaften (KTS) ist der gesetzlich geregelte Zusammenschluss der neun Thüringer Studierendenvertretungen. Sie vertritt die rund 50.000 Studierenden gegenüber dem Land Thüringen, das heißt vor allem gegenüber dem Landesparlament und dem Wissenschaftsministerium.
Jede Thüringer Hochschule entsendet zwei Delegierte, insgesamt hat die KTS damit 20 Delegierte von den zehn Thüringer Hochschulen. Aus ihrem Kreis wählt die KTS zwei gleichberechtigte Sprecher.
Die KTS ist Mitglied im Aktionsbündnis gegen Studiengebühren und eine der tragenden Organisationen des studentischen Akkreditierungspools. Sie wählt die studentischen Mitglieder im Verwaltungsrat des Studierendenwerks Thüringen. Die KTS wird auf Basis einer Finanzvereinbarung ihrer Mitglieder finanziert.

## Gesetzliche Grundlage
Rechtliche Grundlage für die Bildung der KTS ist das Thüringer Hochschulgesetz in seiner Fassung vom 10. Mai 2018:
§ 82 Konferenz Thüringer Studierendenschaften
Die aus Studierendenschaften der Hochschulen gebildete Konferenz Thüringer Studierendenschaften vertritt die Belange der Studierenden gegenüber dem Ministerium und erhält Gelegenheit zur Stellungnahme zu Regelungen, die die Studierenden betreffen. Näheres zu ihren Aufgaben, ihrer Zusammensetzung sowie ihrer Vertretung nach außen kann sie durch ein Regelwerk festlegen, welches der Zustimmung einer Mehrheit von zwei Dritteln der zentralen Organe der Studierendenschaften bedarf.

## Mitgliedsstudierendenschaften
Die Studierendenschaften folgender Hochschulen sind bei der KTS vertreten:
- Universität Erfurt
- Technische Universität Ilmenau
- Friedrich-Schiller-Universität Jena
- Bauhaus-Universität Weimar
- Hochschule für Musik Franz Liszt Weimar
- Fachhochschule Erfurt
- Ernst-Abbe-Hochschule Jena
- Hochschule Nordhausen
- Hochschule Schmalkalden
- Duale Hochschule Gera-Eisenach

Da die zwei Thüringer Berufsakademien nicht im Geltungsbereich des Hochschulgesetzes liegen, haben diese Studierenden bei der KTS kein Stimmrecht. Mit dem Beschluss des Thüringer Landtags vom 22. Juni 2016 die Staatliche Studienakademie Thüringen mit den beiden Berufsakademien in die Duale Hochschule Gera Eisenach (DHGE) umzuwandeln. Das Gesetz zur DHGE tritt am 1. September 2016 in Kraft. Die Studierendenschaft der Dualen Hochschule Gera Eisenach wird mit Inkrafttreten des Gesetzes Mitglied der Konferenz Thüringer Studierendenschaften.